# Eublemma postrosea
Eublemma postrosea là một loài bướm đêm trong họ Erebidae.